# Une trop belle cible
Pour plus de détails, voir Fiche technique et Distribution.
Une trop belle cible (Catchfire) est un film américain réalisé par Dennis Hopper (sous le nom d'Alan Smithee) et sorti en 1990.

## Synopsis
Anne Benton est une artiste concevant des œuvres conceptuelles. Parce qu'elle a été témoin d'un meurtre organisé par la mafia, pour le compte de Leo Carelli, ses jours sont comptés. Elle refuse la protection de la police, s'enfuit et essaie de refaire sa vie sous une nouvelle identité. Mais Milo, un tueur professionnel, la retrouve sans trop de difficulté. Il se fait cependant doubler par un jeune prétentieux de la mafia... puis tombe amoureux de sa cible !

## Fiche technique
Sauf indication contraire, les informations mentionnées dans cette section peuvent être confirmées par la base de données cinématographiques IMDb,  présente dans la section « Liens externes ».
- Titre français : Une trop belle cible
- Titre original : Catchfire
- Titre version director's cut : Backtrack
- Réalisateur : Dennis Hopper (crédité sous le nom d'Alan Smithee dans la version cinéma[N 1])
- Scénario : Rachel Kronstadt Mann et Ann Louise Bardach, avec la participation non créditée d'Alex Cox et Tod Davies, d'après une histoire de Rachel Kronstadt Mann
- Musique : Michel Colombier et Curt Sobel (en)
- Direction artistique : Pamela Marcotte
- Décors : Ron Foreman
- Costumes : Nancy Cone
- Photographie : [directeur de la photographie]
- Montage : David Rawlins
- Production : Mitchell Cannold, Dick Clark, Lisa Demberg, Paul Lewis, Dan Paulson, Steven Reuther (en)
- Sociétés de production : Mack-Taylor Productions, Precision Films et Vestron Pictures Ltd.
- Sociétés de distribution : Vestron Pictures (États-Unis), Metropolitan Filmexport (France)
- Budget : 10 millions de dollars
- Pays de production :  États-Unis
- Langue originale : anglais
- Format : couleur - 1.85:1 - son Dolby
- Genre : comédie dramatique, thriller, action
- Durée : 98 minutes (version cinéma), 116 minutes (version director's cut)[1]
- Dates de sortie[2] :
  - États-Unis : 3 avril 1990
  - France : 14 décembre 1991 (ressortie en version director's cut)
  - France : 15 décembre 1991
- Classification[3] :
  - États-Unis : R - Restricted

## Distribution
- Dennis Hopper (VF : Bernard Tiphaine) : Milo
- Jodie Foster (VF : Céline Monsarrat) : Anne Benton[N 2]
- Dean Stockwell (VF : Michel Papineschi) : John Luponi
- Joe Pesci (VF : Roger Crouzet) : Leo Carelli (non crédité au générique)
- Vincent Price (VF : André Valmy) : M. Avoca
- John Turturro (VF : Nicolas Marié) : Pinella
- Fred Ward (VF : Gérard Dessalles) : Pauling
- Julie Adams (VF : Arlette Thomas) : Martha
- Tony Sirico (VF : Joël Martineau) : le Grec
- Sy Richardson (VF : Med Hondo) : le capitaine Walker
- Charlie Sheen (VF : Franck Capillery) : Bob
- Catherine Keener (VF : Marie-Martine Bisson) : la fille du Trucker
- Burke Byrnes : un agent fédéral
- Katherine LaNasa : la serveuse
- Alex Cox : D. H. Lawrence (non crédité)
- Bob Dylan (VF : Philippe Catoire) : l'artiste (caméo)
- Toni Basil (non créditée)

## Production

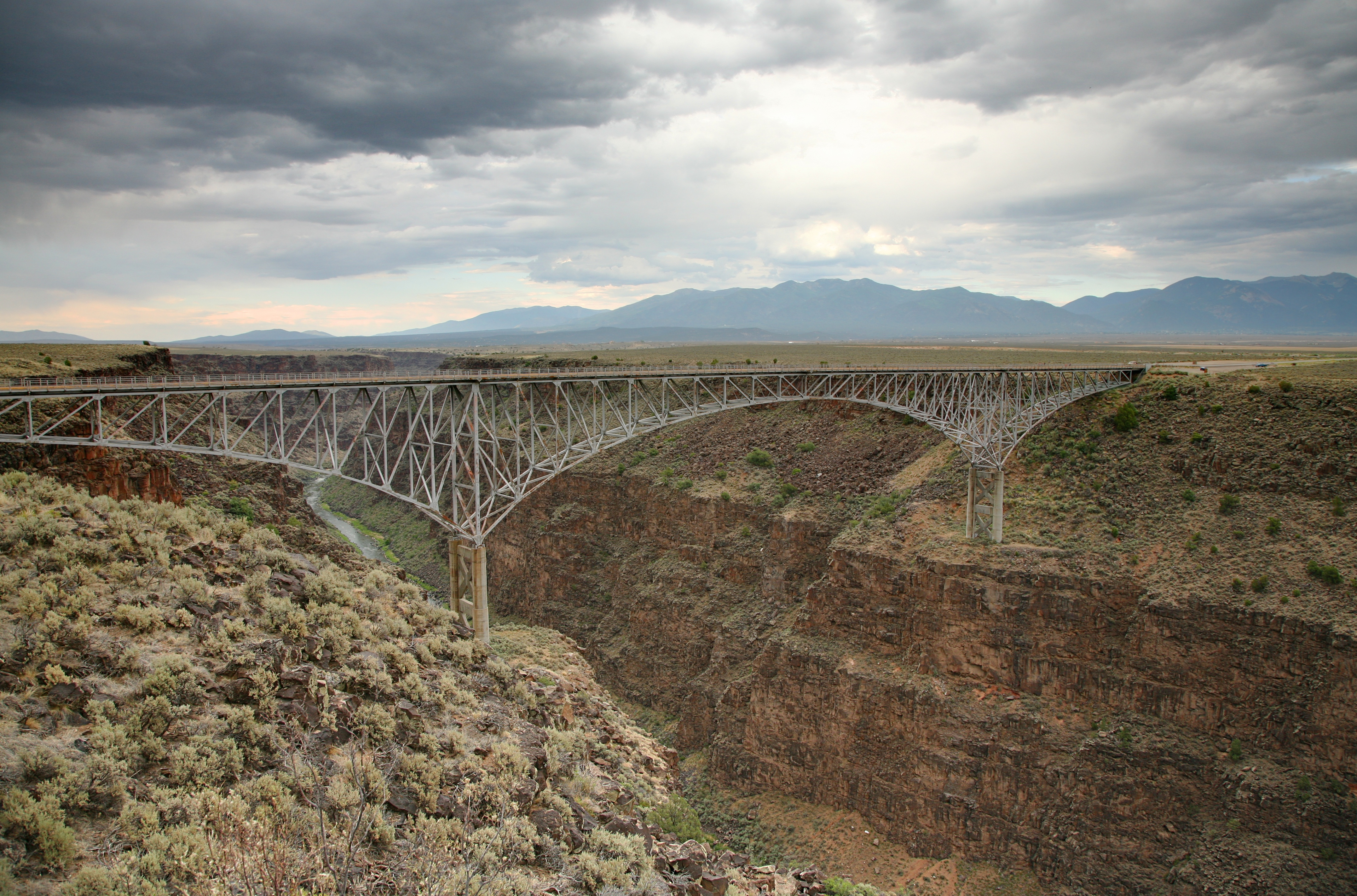
Le tournage a lieu notamment sur le pont Rio Grande Gorge

Le scénario initial est écrit par Rachel Kronstadt Mann, avant d'être réécrit par Ann Louise Bardach, engagée par Dennis Hopper et le producteur Steven Reuther. Pendant la grève de la Writers Guild of America en 1988, le réalisateur engage Alex Cox comme script doctor  alors que le film est en tournage.
Le tournage a lieu en 1988 et se déroule au Nouveau-Mexique (Albuquerque, Lindrith, Taos, Rio Grande Gorge Bridge (en), Ranchos de Taos, Lamy, ), en Californie (Los Angeles — notamment Sherman Oaks, Venice et San Pedro —, Santa Monica, Marina Del Rey) ainsi qu'à Seattle. Le tournage est marqué par de nombreux désaccords entre Jodie Foster et Dennis Hopper, dès le premier jour de tournage

## Montage et versiondirector's cutBacktrack
Dennis Hopper livre initialement un premier montage de 180 minutes. Non satisfait de cette version, Vestron Pictures fait remonter le film sans l'accord de l'acteur-réalisateur en enlevant environ 30 minutes. Ce dernier, fou de rage, se retournera contre la société mais elle fera rapidement faillite. Par ailleurs, il refuse d'être crédité sous son vrai nom au générique. Comme souvent à Hollywood, il utilise donc le pseudonyme d'Alan Smithee.
Peu après l'exploitation en salles, Dennis Hopper a la possibilité de réaliser une version director's cut. Rebaptisé Backtrack, le film est plus long de 18 minutes. Cette nouvelle version est d'abord diffusée sur la Télévision par câble aux États-Unis. Dennis Hopper y est cette fois crédité sous son vrai nom. Cette version n'est pas produit par Vestron et contient de nombreuses différences, parfois juste quelques plans rallongés dans certaines séquences ainsi qu'une nouvelle fin.

## Accueil
Le film reçoit des critiques partagées. Sur l'agrégateur américain Rotten Tomatoes, il récolte 50% d'opinions favorables pour 8 critiques et une note moyenne de 5,2⁄10. Dans Variety, on peut notamment lire « Quelque part ici se trouve une image sombre et impertinente, mais le produit final ressemble plus à un puzzle avec la moitié des pièces. À part Foster qui est forte, astucieuse et sexy, c'est du vaudeville jusqu'au bout. Pesci délire et délire, Stockwell montre une belle réplique dans une comédie discrète, Ward a l'air de ne pas avoir vu tout le script, et Hopper imite Humphrey Bogart. »